# 1. Fußball-Club Magdeburg 2019-2020
Questa voce raccoglie le informazioni riguardanti il 1. Fußball-Club Magdeburg nelle competizioni ufficiali della stagione 2019-2020.

## Stagione
Nella stagione 2019-2020 il Magdeburgo, allenato da Stefan Krämer, Claus-Dieter Wollitz e Thomas Hoßmang, concluse il campionato di 3. Liga al 14º posto. In Coppa di Germania il Magdeburgo fu eliminato al primo turno dal Friburgo.

## Rosa
| N. |                                 | Ruolo | Calciatore        |
| -- | ------------------------------- | ----- | ----------------- |
| 1  | Germania (bandiera)             | P     | Morten Behrens    |
| 1  | Germania (bandiera)             | P     | Alexander Brunst  |
| 2  | Germania (bandiera)             | D     | Dominik Ernst     |
| 3  | Germania (bandiera)             | D     | Dustin Bomheuer   |
| 4  | Germania (bandiera)             | D     | Brian Koglin      |
| 5  | Germania (bandiera)             | D     | Tobias Müller     |
| 6  | Germania (bandiera)             | C     | Björn Rother      |
| 8  | Germania (bandiera)             | D     | Thore Jacobsen    |
| 9  | Germania (bandiera)             | D     | Marcel Costly     |
| 10 | Albania (bandiera)              | C     | Jürgen Gjasula    |
| 11 | Germania (bandiera)             | A     | Christian Beck    |
| 12 | Germania (bandiera)             | P     | Tom Schlitter     |
| 13 | Germania (bandiera)             | A     | Daniel Steininger |
| 16 | Bosnia ed Erzegovina (bandiera) | C     | Mario Kvesić      |
| 17 | Germania (bandiera)             | C     | Sirlord Conteh    |

| N. |                     | Ruolo | Calciatore              |
| -- | ------------------- | ----- | ----------------------- |
| 19 | Germania (bandiera) | D     | Léon Bell Bell          |
| 20 | Germania (bandiera) | A     | Sören Bertram           |
| 21 | Germania (bandiera) | C     | Rico Preißinger         |
| 22 | Ghana (bandiera)    | C     | Manfred Osei-Kwadwo     |
| 23 | Francia (bandiera)  | C     | Charles-Elie Laprévotte |
| 23 | Germania (bandiera) | A     | Anthony Roczen          |
| 24 | Germania (bandiera) | C     | Tarek Chahed            |
| 25 | Germania (bandiera) | D     | Philipp Harant          |
| 27 | Austria (bandiera)  | C     | Patrick Möschl          |
| 29 | Germania (bandiera) | D     | Timo Perthel            |
| 31 | Germania (bandiera) | D     | Oliver Pöllmann         |
| 32 | Germania (bandiera) | C     | Julian Weigel           |
| 33 | Germania (bandiera) | P     | Lukas Böhm              |
| 35 | Germania (bandiera) | A     | Theo Ogbidi             |

## Organigramma societario
Area tecnica
- Allenatore: Thomas Hoßmang
- Allenatore in seconda: Silvio Bankert, Matthias Mincu, Rene Renno, Kevin Waliczek
- Preparatore dei portieri: Matthias Tischer
- Preparatori atletici: Dirk Keller

## Calciomercato

### Sessione estiva
| Acquisti | Acquisti           | Acquisti             | Acquisti |
| R.       | Nome               | da                   | Modalità |
| -------- | ------------------ | -------------------- | -------- |
| A        | Sören Bertram      | Darmstadt            |          |
| P        | Morten Behrens     | Amburgo              |          |
| D        | Léon Bell Bell     | Magonza II           |          |
| D        | Dustin Bomheuer    | Duisburg             |          |
| C        | Sirlord Conteh     | St. Pauli II         |          |
| D        | Dominik Ernst      | Fortuna Colonia      |          |
| C        | Jürgen Gjasula     | Energie Cottbus      |          |
| D        | Philipp Harant     | Germania Halberstadt |          |
| D        | Thore Jacobsen     | Werder Brema         |          |
| D        | Anton Kanther      | Magdeburgo U19       |          |
| D        | Brian Koglin       | St. Pauli            |          |
| C        | Mario Kvesić       | Erzgebirge Aue       |          |
| A        | Anthony Roczen     | Hertha Berlino II    |          |
| P        | Tom Schlitter      | Magdeburgo U17       |          |
| D        | Pascal Schmedemann | Magdeburgo U19       |          |
| A        | Marvin Temp        | Magdeburgo U19       |          |

| Cessioni | Cessioni           | Cessioni             | Cessioni |
| R.       | Nome               | a                    | Modalità |
| -------- | ------------------ | -------------------- | -------- |
| D        | Pascal Schmedemann | Germania Halberstadt |          |
| A        | Marius Bülter      | Union Berlino        |          |
| D        | Nils Butzen        | Hansa Rostock        |          |
| C        | Dennis Erdmann     | Monaco 1860          |          |
| D        | Nico Hammann       | Carl Zeiss Jena      |          |
| D        | Christopher Handke | Zwickau              |          |
| P        | Tim Kips           | F91 Dudelange        |          |
| D        | Jan Kirchhoff      | Uerdingen 05         |          |
| A        | Steven Lewerenz    | Virton               |          |
| A        | Felix Lohkemper    | Norimberga           |          |
| P        | Giorgi Loria       | Anorthōsis           |          |
| D        | Michel Niemeyer    | Wehen Wiesbaden      |          |
| D        | Steffen Schäfer    | VVV-Venlo            |          |
| P        | Mario Seidel       | Kickers Offenbach    |          |
| C        | Philip Türpitz     | Sandhausen           |          |
| D        | Richard Weil       | Kickers Offenbach    |          |

### Sessione invernale
| Acquisti | Acquisti          | Acquisti       | Acquisti |
| R.       | Nome              | da             | Modalità |
| -------- | ----------------- | -------------- | -------- |
| C        | Patrick Möschl    | Dinamo Dresda  |          |
| A        | Daniel Steininger | Greuther Fürth |          |

| Cessioni | Cessioni      | Cessioni             | Cessioni |
| R.       | Nome          | a                    | Modalità |
| -------- | ------------- | -------------------- | -------- |
| A        | Marvin Temp   | Germania Halberstadt |          |
| D        | Anton Kanther | Germania Halberstadt |          |

## Risultati

### 3. Liga

#### Girone di andata
| Arbitro: | Zwayer |

|                      |           |                                 |
| Bertram 11’ Beck 51’ | Marcatori | 7’, 18’, 90’ Kobylański 32’ Bär |

| Zwickau 28 luglio 2019, ore 14:00 CEST 2ª giornata | Zwickau | 0 – 0 referto | Magdeburgo | GGZ Arena (8 858 spett.)\| Arbitro: \| Kempter \| |
| Arbitro:                                           | Kempter |               |            |                                                   |

| Arbitro: | Schröder |

|             |           |               |
| Bertram 30’ | Marcatori | 44’ Sulejmani |

| Arbitro: | Haslberger |

|           |           |                               |
| Düker 37’ | Marcatori | 57’, 80’ Osei-Kwadwo 81’ Beck |

| Chemnitz 16 agosto 2019, ore 19:00 CEST 5ª giornata | Chemnitz | 0 – 0 referto | Magdeburgo | Stadion an der Gellertstraße (5 598 spett.)\| Arbitro: \| Petersen \| |
| Arbitro:                                            | Petersen |               |            |                                                                       |

| Arbitro: | Reichel |

|                                                        |           |             |
| Berzel 14’ (aut.) Beck 28’, 41’ Bertram 39’ Rother 74’ | Marcatori | 90’ Ziereis |

| Arbitro: | Alt |

|              |           |          |
| Gabriele 45’ | Marcatori | 67’ Beck |

| Arbitro: | Weickenmeier |

|            |           |             |
| Müller 90’ | Marcatori | 14’ Mickels |

| Arbitro: | Stegemann |

|          |           |            |
| Pick 63’ | Marcatori | 78’ Müller |

| Arbitro: | Osmanagic |

|                                        |           |  |
| Beck 40’ Bertram 61’ (rig.) Chahed 79’ | Marcatori |  |

| Düsseldorf 4 ottobre 2019, ore 19:00 CEST 11ª giornata | Uerdingen 05 | 0 – 0 referto | Magdeburgo | Merkur Spiel-Arena (3 874 spett.)\| Arbitro: \| Schlager \| |
| Arbitro:                                               | Schlager     |               |            |                                                             |

| Arbitro: | Storks |

|  |           |             |
|  | Marcatori | 33’ Omladič |

| Arbitro: | Hanslbauer |

|           |           |             |
| Handle 9’ | Marcatori | 20’ Bertram |

| Arbitro: | Gräfe |

|             |           |  |
| Bertram 43’ | Marcatori |  |

| Arbitro: | Aarnink |

|                |           |             |
| Singh 21’, 30’ | Marcatori | 69’ Bertram |

| Arbitro: | Burda |

|                                     |           |  |
| Preißinger 3’ Müller 34’ Chahed 47’ | Marcatori |  |

| Arbitro: | Badstübner |

|                 |           |                      |
| Vlachodīmos 48’ | Marcatori | 32’ Bertram 90’ Beck |

| Arbitro: | Braun |

|  |           |                               |
|  | Marcatori | 21’ Beister 81’ Eckert-Ayensa |

| Arbitro: | Kampka |

|                          |           |  |
| Dadaşov 36’ Mörschel 68’ | Marcatori |  |

#### Girone di ritorno
| Arbitro: | Jablonski |

|                                |           |                     |
| Pfitzner 49’ (rig.) Kessel 70’ | Marcatori | 50’ Beck 72’ Rother |

| Arbitro: | Hanslbauer |

|            |           |                           |
| Bertram 3’ | Marcatori | 65’ Viteritti 67’ Wegkamp |

| Arbitro: | Haslberger |

|               |           |             |
| Sulejmani 53’ | Marcatori | 90’ Bertram |

| Arbitro: | Lossius |

|  |           |                    |
|  | Marcatori | 63’ Rama 72’ Undav |

| Arbitro: | Günsch |

|                    |           |           |
| Gjasula 78’ (rig.) | Marcatori | 41’ Bozic |

| Arbitro: | Fritsch |

|            |           |                    |
| Berzel 32’ | Marcatori | 60’ (rig.) Gjasula |

| Arbitro: | Storks |

|                                                             |           |                      |
| Beck 25’, 74’ Costly 31’ Gjasula 70’ (rig.) Conteh 79’, 90’ | Marcatori | 8’ Gabriele 58’ Sulu |

| Arbitro: | Badstübner |

|           |           |  |
| Balla 26’ | Marcatori |  |

| Arbitro: | Gräfe |

|  |           |             |
|  | Marcatori | 5’ Hainault |

| Arbitro: | Fritsch |

|  |           |            |
|  | Marcatori | 39’ Müller |

| Arbitro: | Hussein |

|                    |           |           |
| Gjasula 55’ (rig.) | Marcatori | 39’ Dorda |

| Arbitro: | Schwengers |

|                                                  |           |                    |
| Ahlschwede 41’ (rig.) Granatowski 70’ Breier 90’ | Marcatori | 79’ (rig.) Gjasula |

| Arbitro: | Lechner |

|                       |           |  |
| Costly 29’ Roczen 90’ | Marcatori |  |

| Arbitro: | Dankert |

|          |           |            |
| Sohm 78’ | Marcatori | 90’ Weigel |

| Arbitro: | Rohde |

|                                   |           |                            |
| Gjasula 22’ (rig.) Steininger 43’ | Marcatori | 87’ (rig.) Wriedt 90’ Kern |

| Unterhaching 24 giugno 2020, ore 19:00 CEST 35ª giornata | Unterhaching | 0 – 0 referto | Magdeburgo | Sportpark Unterhaching (0 spett.)\| Arbitro: \| Hanslbauer \| |
| Arbitro:                                                 | Hanslbauer   |               |            |                                                               |

| Arbitro: | Burda |

|  |           |            |
|  | Marcatori | 68’ Gaines |

| Arbitro: | Kessel |

|  |           |                         |
|  | Marcatori | 60’ Jacobsen 83’ Kvesić |

| Arbitro: | Willenborg |

|                          |           |                |
| Beck 56’ Osei-Kwadwo 77’ | Marcatori | 75’, 78’ Litka |

### Coppa di Germania
| Arbitro: | Osmers |

|  |           |                 |
|  | Marcatori | 93’ Waldschmidt |

## Statistiche

### Statistiche di squadra
| Competizione      | Punti | In casa | In casa | In casa | In casa | In casa | In casa | In trasferta | In trasferta | In trasferta | In trasferta | In trasferta | In trasferta | Totale | Totale | Totale | Totale | Totale | Totale | DR |
| Competizione      | Punti | G       | V       | N       | P       | Gf      | Gs      | G            | V            | N            | P            | Gf           | Gs           | G      | V      | N      | P      | Gf     | Gs     | DR |
| ----------------- | ----- | ------- | ------- | ------- | ------- | ------- | ------- | ------------ | ------------ | ------------ | ------------ | ------------ | ------------ | ------ | ------ | ------ | ------ | ------ | ------ | -- |
| 3. Liga           | 47    | 19      | 6       | 6       | 7       | 31      | 24      | 19           | 4            | 11           | 4            | 18           | 18           | 38     | 10     | 17     | 11     | 49     | 42     | +7 |
| Coppa di Germania | -     | 1       | 0       | 0       | 1       | 0       | 1       | 0            | 0            | 0            | 0            | 0            | 0            | 1      | 0      | 0      | 1      | 0      | 1      | -1 |
| Totale            | 47    | 20      | 6       | 6       | 8       | 31      | 25      | 19           | 4            | 11           | 4            | 18           | 18           | 39     | 10     | 17     | 12     | 49     | 43     | +6 |

### Andamento in campionato
| Giornata  | 1  | 2  | 3  | 4  | 5  | 6 | 7 | 8 | 9 | 10 | 11 | 12 | 13 | 14 | 15 | 16 | 17 | 18 | 19 | 20 | 21 | 22 | 23 | 24 | 25 | 26 | 27 | 28 | 29 | 30 | 31 | 32 | 33 | 34 | 35 | 36 | 37 | 38 |
| --------- | -- | -- | -- | -- | -- | - | - | - | - | -- | -- | -- | -- | -- | -- | -- | -- | -- | -- | -- | -- | -- | -- | -- | -- | -- | -- | -- | -- | -- | -- | -- | -- | -- | -- | -- | -- | -- |
| Luogo     | C  | T  | C  | T  | T  | C | T | C | T | C  | T  | C  | T  | C  | T  | C  | T  | C  | T  | T  | C  | T  | C  | C  | T  | C  | T  | C  | T  | C  | T  | C  | T  | C  | T  | C  | T  | C  |
| Risultato | P  | N  | N  | V  | N  | V | N | N | N | V  | N  | P  | N  | V  | P  | V  | V  | P  | P  | N  | P  | N  | P  | N  | N  | V  | P  | P  | V  | N  | P  | V  | N  | N  | N  | P  | V  | N  |
| Posizione | 17 | 17 | 18 | 11 | 11 | 8 | 9 | 9 | 9 | 7  | 9  | 11 | 12 | 7  | 11 | 6  | 6  | 8  | 10 | 12 | 12 | 14 | 14 | 15 | 16 | 12 | 15 | 15 | 15 | 14 | 14 | 13 | 13 | 14 | 14 | 15 | 14 | 14 |

Legenda:

Luogo: C = Casa; T = Trasferta. Risultato: V = Vittoria; N = Pareggio; P = Sconfitta.

### Statistiche dei giocatori
| Giocatore      | 3. Liga  | 3. Liga | 3. Liga     | 3. Liga    | Coppa di Germania | Coppa di Germania | Coppa di Germania | Coppa di Germania | Totale   | Totale | Totale      | Totale     |
| Giocatore      | Presenze | Reti    | Ammonizioni | Espulsioni | Presenze          | Reti              | Ammonizioni       | Espulsioni        | Presenze | Reti   | Ammonizioni | Espulsioni |
| -------------- | -------- | ------- | ----------- | ---------- | ----------------- | ----------------- | ----------------- | ----------------- | -------- | ------ | ----------- | ---------- |
| C. Beck        | 38       | 11      | 4           | 0          | 1                 | 0                 | 0                 | 0                 | 39       | 11     | 4           | 0          |
| M. Behrens     | 29       | 0       | 1           | 0          | 1                 | 0                 | 0                 | 0                 | 30       | 0      | 1           | 0          |
| L. Bell        | 23       | 0       | 2           | 0          | 0                 | 0                 | 0                 | 0                 | 23       | 0      | 2           | 0          |
| S. Bertram     | 34       | 10      | 4           | 0          | 1                 | 0                 | 0                 | 0                 | 35       | 10     | 4           | 0          |
| D. Bomheuer    | 6        | 0       | 0           | 0          | 0                 | 0                 | 0                 | 0                 | 6        | 0      | 0           | 0          |
| A. Brunst      | 9        | 0       | 0           | 0          | 0                 | 0                 | 0                 | 0                 | 9        | 0      | 0           | 0          |
| L. Böhm        | 0        | 0       | 0           | 0          | 0                 | 0                 | 0                 | 0                 | 0        | 0      | 0           | 0          |
| T. Chahed      | 19       | 2       | 2           | 0          | 1                 | 0                 | 0                 | 0                 | 20       | 2      | 2           | 0          |
| S. Conteh      | 22       | 2       | 3           | 1          | 0                 | 0                 | 0                 | 0                 | 22       | 2      | 3           | 1          |
| M. Costly      | 22       | 2       | 6           | 0          | 1                 | 0                 | 0                 | 0                 | 23       | 2      | 6           | 0          |
| D. Ernst       | 21       | 0       | 7           | 0          | 1                 | 0                 | 0                 | 0                 | 22       | 0      | 7           | 0          |
| J. Gjasula     | 31       | 6       | 7           | 1          | 1                 | 0                 | 0                 | 0                 | 32       | 6      | 7           | 1          |
| P. Harant      | 7        | 0       | 0           | 0          | 0                 | 0                 | 0                 | 0                 | 7        | 0      | 0           | 0          |
| T. Jacobsen    | 32       | 1       | 6           | 1          | 1                 | 0                 | 1                 | 0                 | 33       | 1      | 7           | 1          |
| A. Kanther     | 0        | 0       | 0           | 0          | 0                 | 0                 | 0                 | 0                 | 0        | 0      | 0           | 0          |
| B. Koglin      | 28       | 0       | 6           | 0          | 0                 | 0                 | 0                 | 0                 | 28       | 0      | 6           | 0          |
| M. Kvesić      | 20       | 1       | 1           | 0          | 1                 | 0                 | 0                 | 0                 | 21       | 1      | 1           | 0          |
| C. Laprévotte  | 23       | 0       | 2           | 1          | 1                 | 0                 | 0                 | 0                 | 24       | 0      | 2           | 1          |
| P. Möschl      | 8        | 0       | 0           | 0          | 0                 | 0                 | 0                 | 0                 | 8        | 0      | 0           | 0          |
| T. Müller      | 35       | 4       | 5           | 0          | 1                 | 0                 | 1                 | 0                 | 36       | 4      | 6           | 0          |
| T. Ogbidi      | 1        | 0       | 1           | 0          | 0                 | 0                 | 0                 | 0                 | 1        | 0      | 1           | 0          |
| M. Osei-Kwadwo | 25       | 3       | 0           | 0          | 1                 | 0                 | 1                 | 0                 | 26       | 3      | 1           | 0          |
| T. Perthel     | 21       | 0       | 9           | 0          | 1                 | 0                 | 0                 | 0                 | 22       | 0      | 9           | 0          |
| R. Preißinger  | 31       | 1       | 10          | 0          | 0                 | 0                 | 0                 | 0                 | 31       | 1      | 10          | 0          |
| O. Pöllmann    | 0        | 0       | 0           | 0          | 0                 | 0                 | 0                 | 0                 | 0        | 0      | 0           | 0          |
| A. Roczen      | 20       | 1       | 2           | 0          | 1                 | 0                 | 0                 | 0                 | 21       | 1      | 2           | 0          |
| B. Rother      | 22       | 2       | 7           | 1          | 1                 | 0                 | 0                 | 0                 | 23       | 2      | 7           | 1          |
| H. Rückert     | 0        | 0       | 0           | 0          | 0                 | 0                 | 0                 | 0                 | 0        | 0      | 0           | 0          |
| T. Schlitter   | 0        | 0       | 0           | 0          | 0                 | 0                 | 0                 | 0                 | 0        | 0      | 0           | 0          |
| P. Schmedemann | 0        | 0       | 0           | 0          | 0                 | 0                 | 0                 | 0                 | 0        | 0      | 0           | 0          |
| D. Steininger  | 11       | 1       | 0           | 0          | 0                 | 0                 | 0                 | 0                 | 11       | 1      | 0           | 0          |
| M. Temp        | 0        | 0       | 0           | 0          | 0                 | 0                 | 0                 | 0                 | 0        | 0      | 0           | 0          |
| J. Weigel      | 3        | 1       | 1           | 0          | 0                 | 0                 | 0                 | 0                 | 3        | 1      | 1           | 0          |